# پس از غروب
پس از غروب (انگلیسی: After the Sunset) فیلمی آمریکایی در سبک جنایی، سرقت و کمدی به کارگردانی برت راتنر است که در سال ۲۰۰۴ منتشر شد.

## خلاصه داستان
مکس و لولا دو سارق حرفه‌ای جواهرات هستند. آن‌ها تصمیم دارند بعد از انجام آخرین کار خود که دزدیدن یکی از الماسهای سه‌گانه ناپلئون است بازنشسته شوند. آن‌ها پس از موفقیت در اینکار و فرار از دست استن لوید، مأمور اداره آگاهی، عازم جزیره ای در دریای کارائیب می‌شوند. اما مکس پس از مدتی احساس می‌کند که این بازنشستگی زودهنگام مناسب حال او نیست. در همین زمان رئیس گانگسترهای جزیره نزد مکس آمده و به او پیشنهاد می‌دهد یکی دیگر از الماسهای سه‌گانه را از یک کشتی سرقت کند…

## بازیگران
- پیرس برازنان
- سلما هایک
- وودی هارلسون
- دان چیدل
- نائومی هریس
- کریس پن
- میکلتی ویلیامسون
- رکس لین
- کیت والش
- ادوارد نورتون
- نوئمی لنوآر
- راسل هرنزبی